# Pond Inlet
Pond Inlet, Mittimatalik – osada w regionie Qikiqtaaluk na terytorium Nunavut w Kanadzie. Znajduje się w północnej części Ziemi Baffina, nad Morzem Baffina. Według danych z 2011 roku liczyła 1549 mieszkańców. W miejscowości znajduje się lotnisko.
Klimat polarny. Najniższa zanotowana temperatura wyniosła –53,9 °C, a najwyższa 25,7 °C.